# Port Broughton
Port Broughton è una città dell'Australia Meridionale (Australia); essa si trova 170 chilometri a nord di Adelaide ed è la sede della Municipalità di Barunga West. Al censimento del 2006 contava 908 abitanti.